# Release Therapy
Release Therapy ist das sechste Soloalbum des US-amerikanischen Rappers Ludacris. Es erschien am 26. September 2006 über die Labels Disturbing tha Peace und Def Jam Recordings.

## Titelliste
| #  | Titel                 | Gastmusiker                    | Produzent      | Länge |
| -- | --------------------- | ------------------------------ | -------------- | ----- |
| 1  | Warning (Intro)       |                                | Vada Nobles    | 2:30  |
| 2  | Grew Up a Screw Up    | Young Jeezy                    | DJ Nasty & LVM | 3:59  |
| 3  | Money Maker           | Pharrell                       | The Neptunes   | 3:50  |
| 4  | Girls Gone Wild       |                                | The Neptunes   | 3:37  |
| 5  | Ultimate Satisfaction | Field Mob                      | Rich Skillz    | 4:20  |
| 6  | Mouths to Feed        |                                | DJ Toomp       | 4:18  |
| 7  | End of the Night      | Bobby Valentino                | Happy Perez    | 4:37  |
| 8  | Woozy                 | R. Kelly                       | Ken Jo         | 5:18  |
| 9  | Tell It Like It Is    |                                | Omen           | 3:56  |
| 10 | War with God          |                                | Dre & Vidal    | 4:31  |
| 11 | Do Your Time          | Beanie Sigel, Pimp C, C-Murder | The Trak Starz | 5:16  |
| 12 | Slap                  |                                | The Runners    | 4:40  |
| 13 | Runaway Love          | Mary J. Blige                  | Polow da Don   | 4:41  |
| 14 | Freedom of Preach     | Bishop Eddie Lee Long          | Mr. Jonz       | 7:07  |

## Rezeption

### Chartplatzierungen
Release Therapy stieg auf Platz 1 der US-amerikanischen Billboard 200 ein. Es konnte sich 32 Wochen in den Album-Charts halten. In der Schweiz erreichte das Album Rang 57 der Hitparade.

### Auszeichnungen
Im Rahmen der Grammy Awards 2007 wurde Release Therapy in der Kategorie Grammy Award for Best Rap Album ausgezeichnet. Außerdem erhielt es für mehr als 1,2 Millionen verkaufte Einheiten in den USA eine Platin-Schallplatte.

| Land/Region               | Auszeichnungen für Musikverkäufe (Land/Region, Auszeichnung, Verkäufe) | Verkäufe  |
| ------------------------- | ---------------------------------------------------------------------- | --------- |
| Vereinigte Staaten (RIAA) | Platin                                                                 | 1.000.000 |
| Insgesamt                 | 1× Platin ·                                                            | 1.000.000 |

### Kritik
Die E-Zine Laut.de bewertete Release Therapy mit vier von möglichen fünf Punkten. Aus Sicht der Redakteurin Valerie Timm weiche auf dem Album der „Partyclown Luda“ „weitestgehend dem seriösen, verantwortungsbewussten Vater einer fünfjährigen Tochter.“ So habe Ludacris das Stück Runaway Love wegen seiner Tochter Karma geschrieben. Laut.de zitiert dazu aus einem Interview: „Eine Tochter zu haben, hat mich regelrecht dazu gezwungen, meinen Horizont zu erweitern und, gerade was Frauen betrifft, ein besserer Zuhörer zu werden.“ Auch politische Lieder befinden sich laut Timm auf Release Therapy. Ludacris kritisiert etwa in Slap die Politik des damaligen US-Präsidenten George W. Bush. Neben diesen Songs finden sich auf dem Album auch Stücke, auf denen Ludacris „so richtig die Sau“ rauslasse. Zu diesen gehören Money Maker, Girls Gone Wild, The End Of The Night, Woozy und Ultimate Satisfaction.